# 我们多么幸福

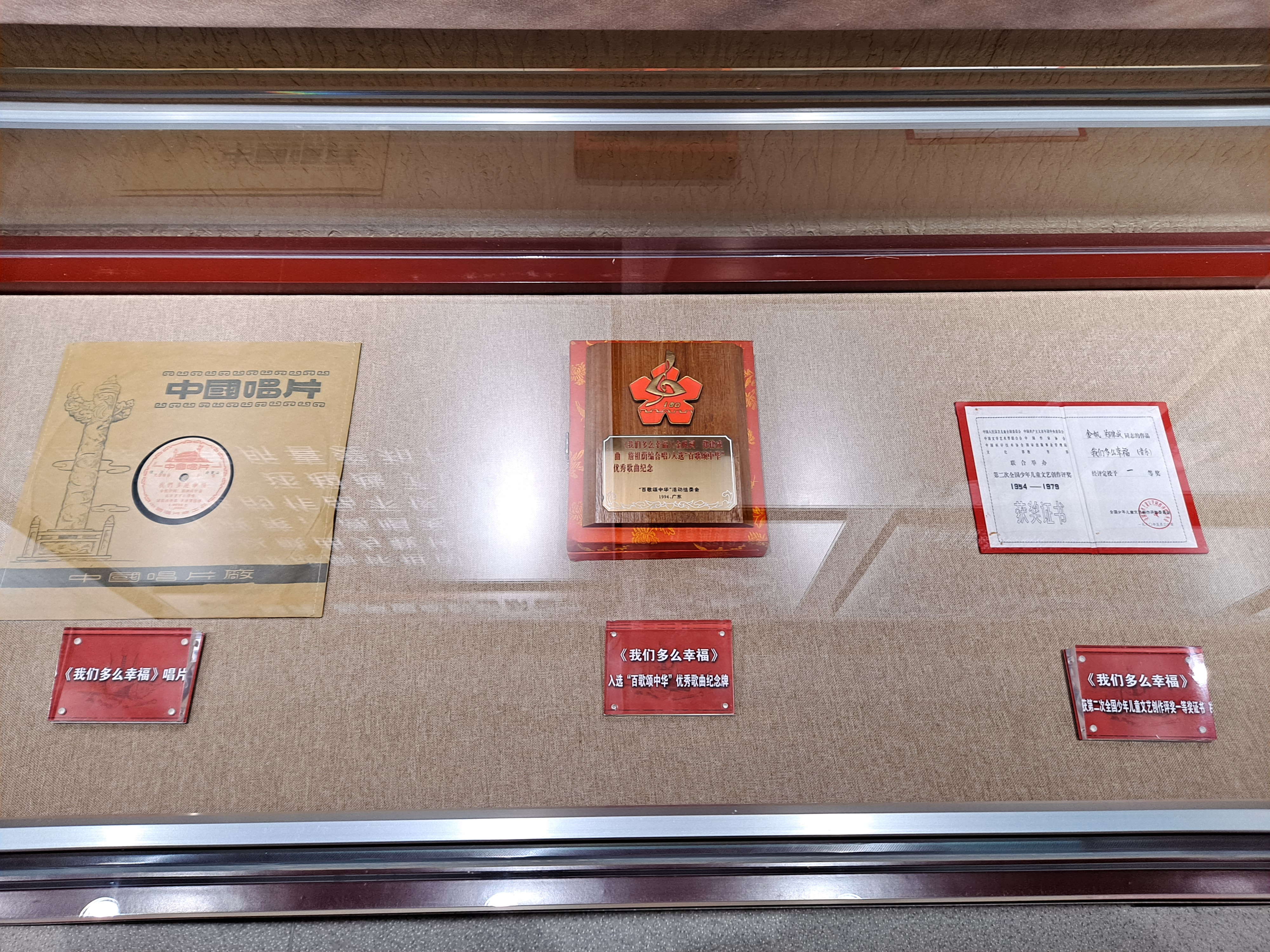
人民音乐家郑律成纪念馆内的《我们多么幸福》唱片和获奖

《我们多么幸福》是一首创作于1955年的二部童声合唱曲，C大调，3/4拍。曲作者是郑律成，词作者为金帆。此歌是郑律成走访北京的小学得灵感创作而成，1980年获全国少年儿童文艺创作一等奖。:32
2014年起，韩国光州文化放送社每年都举办一届郑律成童谣节大赛，《我们多么幸福》是其中的经典曲目。